# 林美玲
林美玲（英語：Jenny Lim，綽號(Jen Lim)。沙巴亞庇區前宣傳主任。也是2018年，黨選提名候選人之一。

## 生平
林美玲,出生在一個嚴格的家庭中長大, 自小就已經很獨立, 然後家人送她到國外學。2008年，她也是YBhg Tan Sri Dato’Sri Dr. Zeti Akhtar Aziz 馬來西亞國家銀行行長,金融行業人才富集計劃（FSTEP）被選中的獎學金參與者之一。

## 社會工作
她曾參與多項慈善活動比如,防止虐待動物協會（SPCA）, Sabah Society for the Deaf (SSD)。她也是 Empower Malaysia Organization 會員。

## 政治事業
她正式加入政黨是在2008年，PKR（人民公正黨）在八打靈再也的PKR青聯委員。也是沙巴亞庇區前宣傳主任。而在2018年，黨選提名為候選人之一。目前還是活躍於政治。

## 外部連結
https://www.pressreader.com/malaysia/the-borneo-post-sabah/20141101/281775627432532 （页面存档备份，存于）